# Teilhabechancengesetz
Teilhabechancengesetz wird das Zehnte Änderungsgesetz zum Zweiten Buch des deutschen Sozialgesetzbuchs (SGB II) genannt, durch das neue Teilhabechancen für Langzeitarbeitslose auf dem allgemeinen und sozialen Arbeitsmarkt geschaffen werden sollen. Das Gesetz trat am 1. Januar 2019 in Kraft.
Durch das Gesetz wurden zwei neue Formen der Förderung in das SGB II aufgenommen, welches die Grundsicherung für Arbeitsuchende und Teile des Arbeitsförderungsrechts in der Bundesrepublik Deutschland regelt. Bei den neuen Formen der Förderung handelt es sich um die „Eingliederung von Langzeitarbeitslosen“ (§ 16e SGB II) und die „Teilhabe am Arbeitsmarkt“ (§ 16i SGB II). Diese Vorschriften wurden durch das Bürgergeld-Gesetz mit Wirkung vom 1. Januar 2023 geändert.
Die Konzeption des Teilhabechancengesetzes knüpft an das „Bundesprogramm zur Eingliederung langzeitarbeitsloser Leistungsberechtigter (ESF-LZA)“ an, das ab dem 1. Mai 2015 umgesetzt wurde. Dieses richtete sich an über 35-jährige Beziehende von Arbeitslosengeld II, die seit mindestens zwei Jahren ohne Beschäftigung waren und über keinen (verwertbaren) Berufsabschluss verfügten. In den Jobcentern wurden aus Mitteln des Europäischen Sozialfonds neben „Jobcoaches“ auch Betriebsakquisiteure beschäftigt, die neue Arbeitsplätze für die Teilnehmenden des Bundesprogrammes erschließen sollten. Neuzuweisungen in das Programm waren bis zum 31. Dezember 2017 möglich.

## Neue Regelungen
Die §§ 16e und 16i SGB II ermöglichen Jobcentern in Deutschland, Lohnkostenzuschüsse an Arbeitgeber auszuzahlen, die für diese einen Anreiz bieten sollen, bereits längere Zeit arbeitslose, vor allem aber „sehr arbeitsmarktferne“ Leistungsberechtigte aus der Grundsicherung für Arbeitsuchende einzustellen. Einen Anspruch auf „Teilhabe am Arbeitsmarkt“ haben auf der Grundlage des § 16i SGB II Menschen, die im Regelfall mindestens sechs Jahre lang Arbeitslosengeld II (seit 2023: bzw. Bürgergeld) bezogen haben und – wenn überhaupt – nur kurzzeitig erwerbstätig waren. Sie gelten als „sehr arbeitsmarktfern“. Arbeitgeber, die „sehr arbeitsmarktferne“ Menschen einstellen, erhalten maximal fünf Jahre lang einen Lohnkostenzuschuss. Für erwerbsfähige Menschen mit einer Schwerbehinderung im Sinne von § 2 SGB IX und Personen, die in einer Bedarfsgemeinschaft mit mindestens einem minderjährigen Kind leben, verkürzen sich die Zeitangaben in § 16i SGB II um jeweils ein Jahr. Maximal zwei Jahre lang erhalten gemäß § 16e SGB II Arbeitgeber einen Lohnzuschuss, wenn sie einen Arbeitnehmer neu einstellen, der zuvor mindestens zwei Jahre lang arbeitslos war. Diese Personen gelten als „schon länger langzeitarbeitslos, aber noch nicht sehr arbeitsmarktfern“.
Am 16. Dezember 2022 wurde § 81 SGB II außer Kraft gesetzt, durch den ursprünglich nach dem 1. Januar 2025 nicht mehr die Möglichkeit bestehen sollte, Anträge nach den §§ 16e und 16i SGB II zu stellen. Mit Wirkung vom 1. Januar 2023 wurden zudem alle Paragraphen im SGB II geändert, in denen der Begriff „Arbeitslosengeld II“ vorkam; er wurde durch den Begriff „Bürgergeld“ ersetzt.

## Probleme der Zielgruppen
Das Teilhabechancengesetz berücksichtigt den Umstand, dass mit zunehmender Dauer der Arbeitslosigkeit eines Menschen die Gefahr zunimmt, dass er „arbeitsmarktfern“ wird. Möglicherweise ist er es bei Antragstellung bereits, und zwar schlimmstenfalls seit der ersten Registrierung als Arbeitssuchender. Ein Symptom der „Arbeitsmarktferne“ besteht darin, dass Bemühungen, die Arbeitslosigkeit zu beenden, vor allem in Form von Beschäftigungsverhältnissen mit kurzer Dauer oder der Teilnahme an Maßnahmen der Arbeitsförderung, mittel- bis langfristig nicht erfolgreich sind. Diesem Umstand trägt die Berücksichtigung von Unterbrechungszeiten in § 16i SGB II Rechnung.
Ob ein Mensch als „sehr arbeitsmarktfern“ gelten soll, entscheidet das zuständige Jobcenter „unter Berücksichtigung der Umstände des Einzelfalls“. In aller Regel ist aber davon auszugehen, dass die lange Zeit der Arbeitslosigkeit für sich schon „ein signifikantes Vermittlungshemmnis darstellt“ und zumeist „mit weiteren Vermittlungshemmnissen wie gesundheitlichen Einschränkungen, Qualifikationsdefiziten oder höhere[m] Alter einhergeht.“
Eine Forschergruppe des Instituts für Arbeitsmarkt- und Berufsforschung (IAB) teilt Teilnehmer an Projekten zur Umsetzung der Förderung arbeitsmarktferner Personen durch das für sie zuständige Jobcenter in sechs Haupttypen ein:
- Typ 1: „Ostdeutsche ‚Verlierer‘ der deutschen Wiedervereinigung“ (infolge von umfangreichen Betriebsschließungen und Umstrukturierungen).
- Typ 2: „Westdeutsche ‚Verlierer‘ des Strukturwandels“ als Folge des wirtschaftlichen und technologischen Wandels (in Form von flächendeckenden Maßnahmen zur Rationalisierung und Tertiarisierung des Arbeitslebens).
- Typ 3 nimmt eine gewisse Sonderstellung ein. Die Durchschnittsalter sind ähnlich wie bei Typ 1 und Typ 2, aber die Teilnehmer des Typs 3 weisen deutlich höhere Frauen- und Migrantenanteile sowie eine wesentlich geringere Häufigkeit beruflicher Abschlüsse auf. In Typ 3 mischen sich die Merkmale der älteren „Verlierer“ des Strukturwandels in Ost und West mit migrationsspezifischen, frauenspezifischen und bildungsbezogenen Hemmnissen der Erwerbsintegration.
- Typ 4: Jüngere, überwiegend bildungsbenachteiligte, arbeitsmarktferne, alleinstehende Männer.
- Typ 5: Menschen mit migrationsspezifischen Arbeitsmarktrisiken.
- Typ 6: Frauen mit frauenspezifischen Arbeitsmarktrisiken.[8]

Konkrete Maßnahmen sollen sowohl zu den festgestellten Problemen und Bedürfnissen der verschiedenen Typen von Projektteilnehmern als zu den Anforderungen des in Frage kommenden konkreten Arbeitsplatzes passen, damit die Förderung nachhaltig ist.
Im September 2023 wurden die Personenbezeichnungen teilweise geändert. Sie wurden „gegendert“, und Typ F erhielt die neue Bezeichnung „Mit Mutterschaft assoziierte Arbeitsmarktrisiken“.

## Ziele der Änderungen
Die Idee, dass Langzeitarbeitslose einer besonderen Förderung bedürften, entstand in der zweiten Hälfte der 2010er Jahre. Hintergrund war der Umstand, dass die Zahl der Langzeitarbeitslosen in Deutschland in diesem Zeitraum konstant über einer Million lag, während die Zahl der Kurzzeitarbeitslosen stetig abnahm. Langzeitarbeitslose gerieten daher stärker in den arbeitsmarktpolitischen Fokus.
Mit Hilfe der §§ 16e und 16i SGB II möchte der Gesetzgeber den Geförderten den – ansonsten aller Voraussicht nach kaum erreichbaren – Zugang zum Erwerbsleben eröffnen. „Besonders arbeitsmarktfernen Menschen“ soll eine längerfristige Perspektive in öffentlich geförderter Beschäftigung mit dem Ziel sozialer Teilhabe ermöglicht werden. Angesichts der vergleichsweise hohen und langen Förderung bedarf es laut der dem Bundesministerium für Arbeit und Soziales einer Teilnehmerauswahl von Personen, die ohne eine solche Förderung nicht integriert werden könnten. „Ansonsten bestünde die Gefahr von Creaming und Einsperreffekten.“
Durch die neuen Regelungen sollen sowohl die Teilhabechancen der Geförderten als auch deren Beschäftigungsfähigkeit sowie deren Arbeitsmarktchancen verbessert werden.
Das Institut für Arbeitsmarkt- und Berufsforschung beschrieb 2021 ausführlich die hinter der „geförderten Integration in Beschäftigung“ stehende Grundidee. Diese berücksichtige einerseits die langfristige (ungeförderte) Beschäftigung, andererseits die „unmittelbare Ermöglichung gesellschaftlicher Teilhabe durch Erwerbsarbeit. Dieser Grundidee zufolge stellt ein Beschäftigungsverhältnis einen multidimensionalen Wirkmechanismus dar, da Erwerbsarbeit für eine Arbeitsgesellschaft eine Institution konstituiert, deren Funktion sich keinesfalls im Gelderwerb erschöpft […]. So begründet die Erwerbsintegration zugleich einen Status innerhalb der Erwerbsgesellschaft. Im vorliegenden Fall ist mit der Aufnahme der geförderten Beschäftigung folglich der Übergang vom vormals langzeitarbeitslosen Sozialleistungsempfänger bzw. Sozialleistungsempfängerin zum Erwerbsbürger bzw. zur Erwerbsbürgerin […] zugleich eine alltagspraktisch wie symbolisch wirkmächtige Statustransformation verbunden. Dies lässt sich unter anderem daran ablesen, dass trotz anhaltender staatlicher Transferzahlungen für die geförderten Beschäftigungsverhältnisse die Zuschreibung der „faulen Arbeitslosen“ […] für die Geförderten nicht mehr zutreffend ist und sie sich auf diese Weise auch dem damit verbundenen stigmatisierenden Diskurs entziehen. Mit Blick auf den beruflichen und außerberuflichen Alltag kommen weiterhin die latenten Funktionen von Erwerbsarbeit zum Tragen: die Einrichtung einer Zeitstruktur, die regelmäßigen Kontakte außerhalb der Kernfamilie und Aktivität durch Beschäftigung sowie die Verbindung des Einzelnen mit Zielen und Zwecken, die über seine eigenen hinausgehen.“ Ferner sei „anzuführen, dass Erwerbsarbeit auch Möglichkeiten des Konsums sowie die biografische Lebensplanung tangiert.“
Das oben erwähnte Forscherteam des IAB hat herausgefunden, dass es verschiedene Typen von Jobcentern gibt, die entsprechend verschiedene Auffassungen von den zu erreichenden Förderzielen haben. Dem ersten Typus gaben sie den „Namen“ Jobcenter „Integration in den ersten Arbeitsmarkt“, dem zweiten Typus den Namen Jobcenter „Soziale Teilhabe“. 

Der erste Jobcenter-Typ folge dem Motto: „Wir gehen nicht auf einen zweiten, dritten oder vierten Arbeitsmarkt, sondern suchen da, wo es hingehört.“ Motivierend wirkten demnach: „Teilhabe am Arbeitsprozess, am kollegialen Umfeld, eigenes Geld verdienen, selbstbestimmtes Leben, das ist der Begriff der Teilhabe.“ Verfechter der Idee, dass erst Integration in ungeförderte Beschäftigung wirkliche Teilhabe schafft, betrachten die „Teilhabe am Arbeitsmarkt“ als Brückeninstrument der Integration. 

Das Motto des Jobcenters „Soziale Teilhabe“ laute: „Jeder sollte eine Chance bekommen, wichtig war, dass er will.“ „Teilhabe“ bedeute, dass die Geförderten „aus der Isolation der Arbeitslosigkeit rauskommen“, was bereits durch die Förderung selbst gelingen könne. Vertreter dieses Verständnisses „bewegten […] sich eher im politisch-wissenschaftlichen Diskurs eines sozialpolitisch motivierten sozialen Arbeitsmarktes.“

## „Teilhabe am Arbeitsmarkt“ vs. „Teilhabe am Arbeitsleben“
Nicht mit dem Ziel der „Teilhabe am Arbeitsmarkt“ im Sinne des SGB II identisch ist das Ziel der „Teilhabe am Arbeitsleben“ im Sinne des SGB IX. Maßnahmen zur „Teilhabe am Arbeitsleben“ können nur Menschen in Anspruch nehmen, die im Sinne von § 2 SGB IX als behindert oder von Behinderung bedroht gelten können. Folgerichtig lautet die Überschrift zu einem Kapitel in einem Gutachten, das von Matthias Knuth und Thomas Tenambergen erstellt wurde: „Teilhabe am Arbeitsleben für behinderte Menschen“.
Da als erwerbsunfähig Eingestufte im gesamten deutschen Sozialgesetzbuch generell nicht als „Arbeitssuchende“ gelten, sind Regelungen des SGB II nicht auf sie anwendbar. Dies ist nur bei solchen Menschen mit einer Schwerbehinderung möglich, die als (teilweise) erwerbsfähig gelten. Umgekehrt können sich Langzeitarbeitslose ohne anerkannte Behinderung nicht auf Teilhaberechte berufen, die nur Menschen mit Behinderung zustehen.

## Wirkungen
Das Bundesministerium für Arbeit und Soziales teilte am 20. Januar 2020 mit, dass es mit Hilfe des Teilhabechancengesetzes gelungen sei, „42.000 Menschen aus der Langzeitarbeitslosigkeit [zu holen]“. Von 2019 bis 2022 traten rund 100.000 Menschen in ein nach dem Teilhabechancengesetz gefördertes Arbeitsverhältnis ein. Im Juli 2022 waren allerdings in Deutschland noch rund 900.000 Menschen langzeitarbeitslos.

## Kritik
Im Jahr 2021 wurde die Einführung neuer Instrumente der Förderung von Langzeitarbeitslosen überwiegend begrüßt.
Kritik wurde vor allem an der „doppelten Befristung“ der Regelungen laut. Gefordert wurde eine „doppelte Entfristung,“ und zwar die Entfristung des gesetzlichen Instruments und die Entfristung des Teilnahmezeitraums der Teilnehmenden in den Projekten. Ein unbefristetes „Regelinstrument“ müsse „eine klare Perspektive für die soziale Teilhabe von langzeitarbeitslosen Menschen“ schaffen.
Im Juli 2022 zeigte sich das Institut für Arbeitsmarkt- und Berufsforschung (IAB) in einer „Zwischenbilanz“ „vorsichtig optimistisch“ zur Wirkung der Gesetzesnovelle in der Praxis.
Die Jobcenter, welche über die Vergabe der Mittel an vormals Langzeitarbeitslose entscheiden, bewerteten im Oktober 2022 überwiegend die Erweiterung ihrer Fördermöglichkeiten mehrheitlich als „sehr wichtig“ oder „eher wichtig“. Zugleich begrüßten die meisten Jobcenter die Entfristung der Geltungsdauer des Förderinstrument „Teilhabe am Arbeitsmarkt“. Die Bedeutung dieses Instruments wird hoch bewertet, da es dafür „keine Alternative im Instrumentenkasten der Grundsicherung für Arbeitsuchende“ gebe. Nicht so stark wertgeschätzt werde hingegen das Instrument „Eingliederung von Langzeitarbeitslosen“. Erkennbar sei, so das Institut für Arbeitsmarkt- und Berufsforschung der tatsächliche Bedeutungsunterschied daran, dass Jobcenter im Juni 2022 auf der Grundlage von § 16i SGB II 42.000 Personen förderten, hingegen nur knapp 8000 Personen auf der Grundlage von § 16e SGB II.
Auch die Forschergruppe um Frank Oschmiansky attestiert dem Gesetz, dass es sich bislang als wirksamer erwiesen habe als das Programm ESF-LZA. Insbesondere sei der Anteil der Kündigungen von Arbeitsverhältnissen durch Arbeitgeber an der Zahl geförderter Fälle um 2020 deutlich niedriger als in den 2010er Jahren. Berücksichtigt werden müsse aber, dass das zugrunde liegende Konzept nicht niedrigschwellig sei und relativ hohe Anforderungen an die Leistungsfähigkeit der Beschäftigten stelle. Nur dann, wenn diese gegeben sei bzw. entstehe und langfristig erhalten bleibe, könne „im Idealfall“ ein Arbeitsverhältnis geschaffen werden, dass auch nach Auslauf der Förderung Bestand habe.